# Liste der Flaggen in der Städteregion Aachen
Diese Liste beinhaltet alle in der Wikipedia gelisteten Flaggen in der Städteregion Aachen in Nordrhein-Westfalen. Weitere Flaggen von Städten, Gemeinden und Kreisen in Nordrhein-Westfalen sind über die Navigationsleiste am Ende der Seite erreichbar.
| Kreis               | Hissflagge | Banner                        | Kommentare |
| ------------------- | ---------- | ----------------------------- | --- |
| Städteregion Aachen |            | laut Hauptsatzung kein Banner | „Dem damaligen Landkreis Aachen wurde am 23. Mai 1938 das Recht zur Führung des nachstehend beschriebenen Wappens erteilt. In Rechtsnachfolge erhielt der zum 1. Januar 1972 aus den bisherigen Kreisen Aachen und Monschau neugebildete Kreis Aachen am 20. Dezember 1972 vom Regierungspräsidenten in Köln die Genehmigung zur Fortführung des Wappens, einer Flagge und eines Dienstsiegels; ebenso die zum 21. Oktober 2009 aus dem Kreis Aachen und der bisherigen kreisfreien Stadt Aachen neugebildete Städteregion Aachen am 28. Mai 2009.“ „Beschreibung des Wappens: In Blau ein goldenes (gelbes) Hirschgeweih, auf dessen Grind stehend ein silberner (weißer) Schwan mit schwarzen Füßen, ebensolchem Schnabel und roter Zunge; darüber im Schildhaupt in Gold (Gelb) ein schreitender, rotbezungter, schwarzer Löwe. Die StädteRegion Aachen führt eine Flagge mit den Farben gelb und blau, die in der Mitte das Wappen der StädteRegion Aachen zeigt.“ |

## Städte und Gemeinden
| Stadt                | Hissflagge                         | Banner | Kommentare |
| -------------------- | ---------------------------------- | ------ | --- |
| Aachen               |                                    |        | „Die Stadt führt mit Genehmigung durch den Regierungspräsidenten von Münster vom 14. April 1978 ein Wappen, eine Flagge und ein Dienstsiegel.“ „Beschreibung des Wappens: In Gold (Gelb) ein rot bewehrter und bezungter schwarzer Adler.“ Beschreibung der Flagge: Die Flagge ist von Schwarz und Gelb geteilt. Die Hauptsatzung beschreibt nur die Stadtfarben. Beschreibung des Banners: „Das Banner ist von Schwarz und Gelb gespalten.“ |
| Alsdorf              |                                    |        | „Die Stadt Alsdorf führt ein Stadtwappen, eine Stadtflagge und ein Dienstsiegel. Das Wappen geht auf ein Siegel des Goswin von Ailstorp aus dem Jahre 1439 zurück. Es wurde 1936 vom Düsseldorfer Heraldiker Wolfgang Pagenstecher entworfen, welcher Goswin fälschlicherweise für einen Alsdorfer hielt und am 14. August 1936 vom Oberpräsidenten in Koblenz genehmigt. Die Farben sind frei erfunden; die frühere Gemeinde glaubte, es seien die Limburgschen.“ „Beschreibung des Wappens: In Gold (Gelb) ein blauer Balken belegt mit einem goldenen (gelben) schrägliegenden Seeblatt; oben gekreuzt ein blauer Schlägel und ein blaues Bergeisen und ein steigender blauer Löwe; im Schildfuß der gleiche steigende blaue Löwe.“ Beschreibung der Flagge: „Die Flagge zeigt die Farben Blau und Gelb im Verhältnis 1 : 1 quergestreift, in der Mitte der Wappenschild der Stadt.“ Die Hauptsatzung gibt folgende völlig unzureichende Flaggenbeschreibung: „Die Stadtfarben sind blau-gold geteilt.“ Es werden auch Banner und Flaggen ohne Wappen gezeigt.                                                                  |
| Baesweiler           |                                    |        | „Der Stadt Baesweiler ist mit Urkunde der Bezirksregierung Köln vom 19. November 1973 das Recht zur Führung eines Wappens, einer Flagge (Banner) und eines Dienstsiegels verliehen worden.“ „Beschreibung des Wappens: Geteilt von Gold (Gelb) und Blau; oben ein linksgewendeter, rotgezungter und -bewehrter schwarzer Löwe, unten zwei gekreuzte, gestürzte silberne (weiße) Pfeile.“ Beschreibung der Flagge: Die Stadtflagge ist in den Farben blaugelb im Verhältnis 1 : 1 längsgestreift und trägt den Aufdruck des Stadtwappens. Diese ungenaue Beschreibung entstammt der Hauptsatzung. Die Flagge ist blau gelb geteilt mit dem Wappen in der Mitte. Beschreibung des Banners: „Das Banner ist blau gelb gespalten mit dem nach oben verschobenen Wappen ddr Stadt.“ |
| Eschweiler           |                                    |        | „Der Stadt Eschweiler ist mit Urkunde des preußischen Ministeriums des Innern vom 19. Dezember 1880 das Recht zur Führung eines Wappens, einer Flagge, eines Banners und eines Dienstsiegels verliehen worden.“ „Beschreibung des Wappens: In Gold (Gelb) ein rotgezungter und bewehrter schwarzer Löwe, der einen aufrechten blauen Schlüssel in den Pranken hält. Über dem Wappenschild, im Schildhaupt, prangt eine rote dreizinnige Mauerkrone. Beschreibung der Flagge: Die Flagge zeigt in waagerechter Aufteilung die Farben schwarz-gelb-blau mit dem Stadtwappen in der Mitte des Tuches zum Flagstock hin verschoben. Die Hauptsatzung gibt folgende völlig unzureichende Flaggenbeschreibung: „Die Flagge zeigt die Farben schwarz-gelb-blau.“ Es werden auch Banner und Flaggen ohne Wappen gezeigt. Das Banner hat in senkrechter Aufteilung die Farben schwarz-gelb-blau mit dem Stadtwappen in der Mitte des Tuches. Es werden auch Banner und Flaggen ohne Wappen gezeigt.“ |
| Herzogenrath         |                                    |        | „Der Stadt Herzogenrath ist mit Urkunde des Regierungspräsidenten in Köln vom 10. Mai 1973 das Recht zur Führung eines Wappens, eines Banners und eines Dienstsiegels verliehen worden.“ Beschreibung des Wappens: In Silber (weiß) ein zwiegeschwänzter golden (gelb) bewehrter roter Löwe. Beschreibung des Banners: „Rot-gelb-rot im Verhältnis 1:1:1 längsgestreift mit dem Wappen ohne Schild im quadratischen Bannerhaupt.“ Am 13. Oktober 1975 wurde eine Hissflagge genehmigt: „Rot-gelb-rot im Verhältnis 1:1:1 längsgestreift mit dem zur Fahnenstange ausgerichtetem Wappen ohne Schild im quadratischen Bannerhaupt.“ |
| Monschau             | laut Hauptsatzung keine Hissflagge |        | „Der Stadt Monschau ist mit Urkunde des Regierungspräsidenten in Köln vom 16. April 1974 das Recht zur Führung eines Wappens, eines Banners und eines Dienstsiegels verliehen worden.“ Beschreibung des Wappens: In Gold (Gelb) ein linksgewendeter, rotbezungter und -bewehrter, schwarzer Löwe, einen silbernen (weißen) Schild mit neun (4:3:2 gestellten) roten Kugeln zwischen der linken Hinter- und rechten Vorderpranke haltend. Beschreibung des Banners: „Die Stadtfarben sind rot-weiß. Das Banner ist rot-weiß im Verhältnis 1 : 1 längsgestreift und zeigt im oberen Teil die Embleme des Stadtwappens freistehend im quadratischen gelben Bannerhaupt.“ |
| Roetgen              | laut Hauptsatzung keine Hissflagge |        | „Der Gemeinde Roetgen ist mit Urkunde des Regierungspräsidenten in Köln vom 21. März 1973 das Recht zur Führung eines Wappens, eines Banners und eines Dienstsiegels verliehen worden.“ Beschreibung des Wappens: In Rot einer silberner (weißer) Drache, der von einer schräglinks geneigten golden (gelben) Kreuzlanze durchbohrt wird. Beschreibung des Banners: Das Banner ist Rot-weiß-rot-weiß-rot im Verhältnis 3:2:3:2:3 längsgestreift, darüber im rechteckigen roten Bannerhaupt ohne Schild das Wappen der Gemeinde. |
| Simmerath            |                                    |        | „Der Gemeinde Simmerath ist mit Urkunde des Regierungspräsidenten in Köln vom 9. Dezember 1975 das Recht zur Führung eines Wappens, einer Flagge, eines Banners und eines Dienstsiegels verliehen worden.“ Beschreibung des Wappens: In Blau ein goldenes (gelbes) S. Beschreibung der Flagge: Die Hissflagge der Gemeinde ist Gelb-blau-gelb im Verhältnis 1:4:1 quergestreift mit dem zur Stange hin verschobenen Wappen ohne Schild. Beschreibung des Banners: „Das Banner der Gemeinde ist Gelb-blau-gelb im Verhältnis 1:4:1 längsgestreift mit dem etwas über der Mitte nach oben verschobenen Wappen ohne Schild.“ |
| Stolberg (Rheinland) |                                    |        | „Die Stadt Stolberg führt seit alters her ein Wappen sowie eine Flagge und ein Dienstsiegel; es wurde am 7. April 1880 vom preußischen König genehmigt.“ Beschreibung des Wappens: In Rot mit 12 quadratischen goldenen (gelben) Schindeln bestreut ein blaubewehrter silberner (weißer) Löwe, belegt mit einem schwarzen fünflätzigen Turnierkragen. Beschreibung der Flagge: „Die Flagge zeigt die Farben Rot und Gelb im Verhältnis 1 : 1 quergestreift, in der Mitte der Wappenschild der Stadt.“ Die Hauptsatzung gibt folgende ungenaue Flaggenbeschreibung: „Die Stadtfarben sind analog der Grundfarben des städtischen Wappens rot und gelb. Diese Farben bestimmen die städtische Flagge.“ Es werden auch Banner und Flaggen ohne Wappen gezeigt. Das Banner zeigt die Farben Rot und Gelb im Verhältnis 1 : 1 längsgestreift, etwas oberhalb der Mitte der Wappenschild der Stadt. |
| Würselen             | laut Hauptsatzung keine Hissflagge |        | „Die Stadt Würselen führt ein Stadtwappen, eine Stadtflagge (Banner) und ein Dienstsiegel; sie wurden am 8. Juli 1922 vom preußischen Staatsministerium genehmigt.“ „Beschreibung des Wappens: Geviert; 1 in Gold (Gelb) ein rot bewehrter und gezungter schwarzer Adler, 2 in Grün ein schräglinker silberner (weißer) Wellenbalken, 3 in Grün über einem goldenen (gelben) Dreiberg, schräg gekreuzt ein silberner (weißer) Schlägel und ein silberner (weißer) Hammer mit goldenen (gelben) Griffen, 4 in Silber (Weiß) ein durchgehendes schwarzes Kreuz. Der Schild ist mit einer dreitürmigen gezinnten Stadtmauer gekrönt, in die unter dem mittleren Turm ein Tor eingelassen ist.“ Beschreibung des Banners: Beschreibung des Banners:„Die Stadtfarben sind grün-gold. Die Flagge der Stadt besteht aus zwei gleichbreiten Längsstreifen.“ Diese ungenaue Beschreibung entstammt der Hauptsatzung; tatsächlich wird folgendes Banner geführt: „Das Banner ist grün-gelb im Verhältnis 1 : 1 längsgestreift und zeigt etwas oberhalb der Mitte das Stadtwappen darunter zentriert den Schriftzug "STADT" über "WÜRSELEN".“ |